# 保加利亚阿拉伯人
保加利亚阿拉伯人，是指来自阿拉伯国家的移民。特别是来自黎巴嫩、敘利亚、巴勒斯坦、伊拉克，其中敘利亚与黎巴嫩最多。他们来到保加利亚已四十年，人口一万人。在2004年他们有17000人，但不在統计數字的人口一样多。